# پل بارث (ورزشکار)
پل بارث (انگلیسی: Paul Barth; ۹ مهٔ ۱۹۲۱ – فوریه ۱۹۷۴ (aged 52)) ورزشکار شمشیربازی اهل سوئیس بود.
وی در مسابقات کشوری و بین‌المللی در مجموع برندهٔ ۱ مدال برنز شده‌است.